# Asota jabensis
Asota jabensis là một loài bướm đêm trong họ Erebidae.